# Histoire des Juifs en Azerbaïdjan

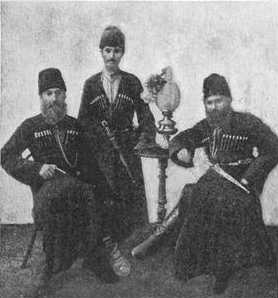

L'histoire des Juifs en Azerbaïdjan remonte à plusieurs siècles. Aujourd'hui, les Juifs d'Azerbaïdjan se composent principalement de trois groupes distincts: les Juifs des montagnes, le groupe le plus important et le plus ancien; Les Juifs ashkénazes, qui se sont installés dans la région pendant la Seconde Guerre mondiale et les Juifs géorgiens qui se sont installés principalement à Bakou au début du XXe siècle.

## Histoire
Les fouilles archéologiques effectuées en 1990 ont abouti à la découverte des vestiges de la colonie juive du VIIe siècle près de Bakou et d'une synagogue à 25 kilomètres au sud-est de Quba. La première maison de réunion religieuse de Bakou a été construite en 1832 et réorganisée en synagogue en 1896; d'autres synagogues ont été construites à Bakou et dans sa banlieue à la fin du XXe siècle. La première synagogue chorale de Bakou a ouvert ses portes en 1910Une nouvelle synagogue juive, devenue l'une des plus grandes synagogues d'Europe, a ouvert ses portes à Bakou le 9 mars 2003. Il existe également une école juive, en activité en Azerbaïdjan depuis 2003. Actuellement, il y a sept synagogues en activité en Azerbaïdjan: trois à Bakou, deux à Quba et deux à Oghuz. Certains d'entre eux ont été construits avec le soutien financier du gouvernement. En janvier 2020, l'Association des Juifs de montagne a ouvert un nouveau centre communautaire dans le parc Sokolniki de Moscou

## Distribution
Historiquement, les Juifs d'Azerbaïdjan ont été représentés par divers sous-groupes, principalement des Juifs des montagnes, des Juifs ashkénazes et des Juifs géorgiens. L'Azerbaïdjan à un moment donné était ou abrite encore de petites communautés de Krymchaks, de Juifs kurdes et de Juifs de Boukharian, ainsi que de Gerim (convertis) et de groupes judaïstes non juifs comme les Subbotniks. À cette époque, les Juifs vivaient dans et autour de la ville de Chamakhi (principalement dans le village de Mücü), mais la communauté est inexistante depuis le début des années 1920.
En 2002, le nombre total de résidents juifs en Azerbaïdjan était de 10 000 personnes, dont environ 5 500 étaient des Juifs des montagnes. Quelques milliers de plus descendent de familles mixtes. En 2010, la population juive totale d'Azerbaïdjan était de 6 400 personnes. Les Juifs résident principalement dans les villes de Bakou, Gandja, Sumqayit, Quba, Oguz, Goytchay et la ville de Qırmızı Qəsəbə, la seule ville au monde où les Juifs de montagne constituent la majorité (et la seule ville entièrement juive en dehors d'Israël et des États-Unis).

## Juifs ashkénazes
1811 est l'année où les premiers Juifs ashkénazes se sont installés à Bakou, mais leur immigration massive vers ce qui est aujourd'hui l'Azerbaïdjan n'a commencé que dans les années 1870. Leur immigration était relativement régulière, ce qui les a conduits à être plus nombreux que la communauté juive de montagne locale en 1910. Ils se sont installés principalement dans la ville en plein essor riche en pétrole de Bakou. La Compagnie Caspienne-Mer Noire, l'une des principales sociétés pétrolières de l'Empire russe, a été créée à Bakou par la riche famille Rothschild d'origine juive allemande. Les Juifs ashkénazes ont continué à immigrer en Azerbaïdjan jusqu'à la fin des années 1940, un certain nombre d'entre eux étant des évacués de Russie, d'Ukraine et de Biélorussie pendant la Seconde Guerre mondiale qui ont choisi de rester dans leur pays de refuge.
Les Juifs ashkénazes étaient particulièrement actifs dans la politique azerbaïdjanaise. Le Dr Yevsey Gindes, originaire de Kiev, a été ministre de la Santé de la République démocratique d'Azerbaïdjan (1918–1920). Parallèlement à cela, 6 des 26 commissaires de Bakou étaient juifs ashkénazes. En 1912, environ un tiers des avocats et médecins enregistrés de Bakou étaient également juifs ashkénazes.
L'alya post-1972 a largement affecté ce sous-groupe de Juifs azerbaïdjanais, car parmi tous ils étaient plus exposés à l'émigration. Cela a entraîné une baisse de leur nombre, faisant des Juifs des montagnes le plus grand groupe juif d'Azerbaïdjan au milieu des années 1990. Aujourd'hui, environ 500 Juifs ashkénazes vivent dans le pays.
Semblables à de nombreuses communautés d'immigrants des époques tsariste et soviétique en Azerbaïdjan, les juifs ashkénazes semblent être russifiés sur le plan linguistique. La majorité des Juifs ashkénazes parlent le russe comme première langue, l'azéri étant la seconde. Le nombre de locuteurs de yiddish est inconnu.

## Autres sous-groupes juifs
Il n'est pas clair si les communautés juives locales avaient établi des liens avec les juifs géorgiens avant l'époque tsariste, mais dans les années 1910, la diaspora juive géorgienne à Bakou comptait déjà pour son propre club éducatif. Aujourd'hui, quelques centaines de Juifs géorgiens vivent en Azerbaïdjan
En 1827, les premiers groupes de juifs kurdes parlant judéo-araméen ont commencé à s'installer en Azerbaïdjan. En 1919-1939, une synagogue pour les juifs kurdes fonctionnait à Bakou. Après la soviétisation, l'attitude du gouvernement soviétique stalinien à leur égard était quelque peu défavorable et, en 1951, tous les juifs kurdes ont été expulsés du Caucase.

## Juifs azerbaïdjanais célèbres
- Albert Agarunov, Starshina de l'armée azerbaïdjanaise décédée pendant la première guerre du Haut-Karabakh, héros national de l'Azerbaïdjan. L'école n ° 154, dont il est diplômé, porte son nom.
- Bella Davidovich, pianiste américaine.
- Boris Vannikov, gouvernement soviétique et responsable militaire, général trois étoiles.
- Dov Gazit, commandant en chef de l'école technique de l'IAF (armée de l'air israélienne) à Haïfa, alors qu'il servait en Afrique, il a acquis un lionceau, qui est devenu le premier lion du zoo biblique du Dr Aharon Shulov de Jérusalem.
- Ella Leya, compositrice, chanteuse et écrivaine azerbaïdjanaise.
- Emil Sutovsky, grand maître d'échecs et président de l'Association des professionnels des échecs.

## Juifs des montagnes
Différentes théories ont été avancées concernant l'origine des Juifs des montagnes et la date exacte de leur implantation dans le Caucase. La théorie communément acceptée considère les Juifs des montagnes comme des immigrants du Moyen Âge originaires de Perse et peut-être de l'Empire byzantin chassés par les conquêtes islamiques.
Ils se sont installés en Albanie du Caucase, sur la rive gauche du fleuve Koura et ont interagi avec le Kypchak Kaganat de Khazarie, qui mentait au nord. C'est à travers ces premières communautés juives que les Khazars se sont convertis au judaïsme en en faisant leur religion d'État.
Au cours des siècles suivants, on pense que les Juifs des montagnes se sont déplacés plus au nord, laissant place à une migration massive d'Oghouzes dans la région. Leur augmentation en nombre a été soutenue par un flux constant de Juifs d'Iran. À la fin du Moyen Âge, les Juifs de Gilan fondèrent une colonie à Oguz. Tout au long de l'époque médiévale, les Juifs des montagnes établissaient des liens culturels et économiques avec d'autres communautés juives de la Méditerranée.
L'agriculture et le commerce des tissus étaient leur principale occupation jusqu'à la soviétisation. Certaines familles pratiquaient la polygamie. En 1730, Huseyn Ali, le dirigeant du khanat de Quba (alors nouvellement séparé de l'empire safavide), a publié un décret selon lequel les juifs pouvaient posséder des biens dans le khanat.
Les Juifs des montagnes dominent actuellement toute la diaspora juive d'Azerbaïdjan. Ils parlent un dialecte distinct de la langue Tat appelé Juhuri ou Judæo-Tat. La majorité parle plus d'une langue, la deuxième ou la troisième étant le plus souvent azéri ou russe.